# Catedral de Nuestra Señora de la Paz (Honolulu)
La Catedral-Basílica de Nuestra Señora de la Paz (en inglés: Cathedral-Basilica of Our Lady of Peace) es la iglesia matriz de la Diócesis de Honolulu. El templo está localizado en la ciudad de Honolulu, en el estado de Hawái. Es la sede del obispo de Honolulu. 
Otra catedral, se instaló en la Concatedral de Santa Teresa del Niño Jesús, también al servicio de la diócesis. La catedral fue agregada al Registro Nacional de Lugares Históricos. La Catedral fue construida durante la era misionera de Hawái y sirvió como la iglesia madre del Vicariato Apostólico de las Islas de Hawái. Fue dedicada por Monseñor Maigret el 15 de agosto de 1843 bajo el título de Nuestra Señora de la Paz o Malia O Ka Malu, la cual es Patrona de la Diócesis de Honolulu y de Hawái. El 10 de mayo de 2014 fue declarada Basílica menor por el Papa Francisco.